# Свен Вет
Свен Вет (на немски: Sven Väth) е немски Диджей, музикант, музикален продуцент и собтвеник на няколко дискотеки. Той е роден на 26 октомври 1964 в град Оберхаузен, провинция Хесен.
В рамките на немската техно сцена, той се слави като един от главните пионери и новатори. Днес той е един от най-популярните диджеи и често избран читателите на списания като Groove Raveline за един от най-добрите немски DJ. Тази известнист му носи прозвището „Татко „Свен““ (на немски Papa Sven).
През 2000 г. създава собствена звукозаписна компания Cocoon Recordings.

## Дискография (избор)
- 1986 OFF (OFF = Organisation for Fun – заедно с Михаел Мюнцинхг и Лука Анцилоти (виж Snap!). Сингъла Electrica Salsa достига в цяла Европа високи позиции в чартовете. Под Името 16 Bit излиза и друг сингъл – Where are you.
- 1987 – OFF-албум Organisation for Fun и синглите Step by Step, Bad News, Everybody shake и Harry... aber jetzt.
- 1988 – Втори OFF-албум Ask yourself и синглите Move your Body, Time Operator und Ask yourself.
- 1989 – Два OFF- сингъла: Hip Hop Reggae и La casa latina. OFF се разпада и Свет Вет създава заедно с Матиас Хохман и Щефан Бритцке проекта Mosaic. Свет Вет продуцира под псевдонима Sam Vision
- 1990 – Триото Mosaic записва заедно с певеца Zion под псевдонома Zyon сингъла Dance Now
- 1991 – Вет работи над парчето Odyssee of Noises: „Circe / It′s the traxx“.
- 1992 – Свен Вет отхвърля псевдонима Sam Vision. Създава се Eye Q Records. Работи по сингъла Spectrum, които се разпространява по името Metal Master. Заедно с Рафл Хилденбоител Zusammen mit записва под псевдонима Barbarella албума The Art of Dance и две сингълпомпилации My Name is Barbarella и The secret Chamber of Dreams.
- 1992 – записва първият самостоятелен албум – Accident in Paradise, силглите Ritual of Life, L′esperanza и An Accident in Paradise са част от него
- 1994 – излиза вторият му самостоятелен албум: The Harlequin, the Robot and the Ballet Dancer.
- 1995 – Издава силгъла Ballet-Fusion. ремикс-албума Touch Themes of Harlequin, Robot, Ballet Dancer. Вет работи и по проекта Astral Pilot, чрез които издава и един албум, Electro Accupuncture и един сингъл Needle Drama.
- 1996 – издава Der kalte Finger саундтрак-албум с Stevie B-Zet. Втори Astral Pilot-сингъл: Electro Acupuncture RMX.
- 1997 – сингълFusion / Scorpio′s Movement.
- 1998 – албум Fusion и силглите Face it, Omen A.M., Schubdüse, Sounds control your Mind, Breakthrough, Augenblick, Discophon.
- 1999 – сингъл Dein Schweiss
- 1999 – ремикс-албум Six in the Mix.
- 2000 – албум Contact.
- 2000 – Retrospective 1990 – 97.
- 2002 – албум Fire.
- 2003 – ремикс-албум FireWorks.
- 2005 – сингъл Väth & Rother – komm.
- 2006 – сингъл Väth & Rother – springlove.
- 2008 – сингъл Väth & Flügel – Trashbindance.

### Mix Compilations
- 2000 – The Sound of the First Season
- 2001 – The Sound of the Second Season
- 2002 – The Sound of the Third Season
- 2003 – The Sound of the Fourth Season
- 2004 – The Sound of the Fifth Season
- 2005 – The Sound of the Sixth Season
- 2006 – The Sound of the Seventh Season
- 2007 – The Sound of the Eighth Season
- 2008 – The Sound of the Ninth Season